# Delikatna
Delikatna (hiszp. Frágiles) – hiszpańsko-brytyjski film grozy z 2005 roku w reżyserii Jaumego Balagueró. Zdjęcia do filmu powstały w Barcelonie, na wyspie Wight i w hrabstwie Berkshire.

## Role główne
- Calista Flockhart jako Amy Nicholls
- Richard Roxburgh jako Robert Marcus
- Elena Anaya jako Helen Perez
- Gemma Jones jako pani Folder
- Colin McFarlane jako Roy
- Yasmin Murphy jako Maggie